# Asyl (poule)
Pour les articles homonymes, voir Asyl.
L'Asyl ou aseel est une race de coq de combat.

## Origine

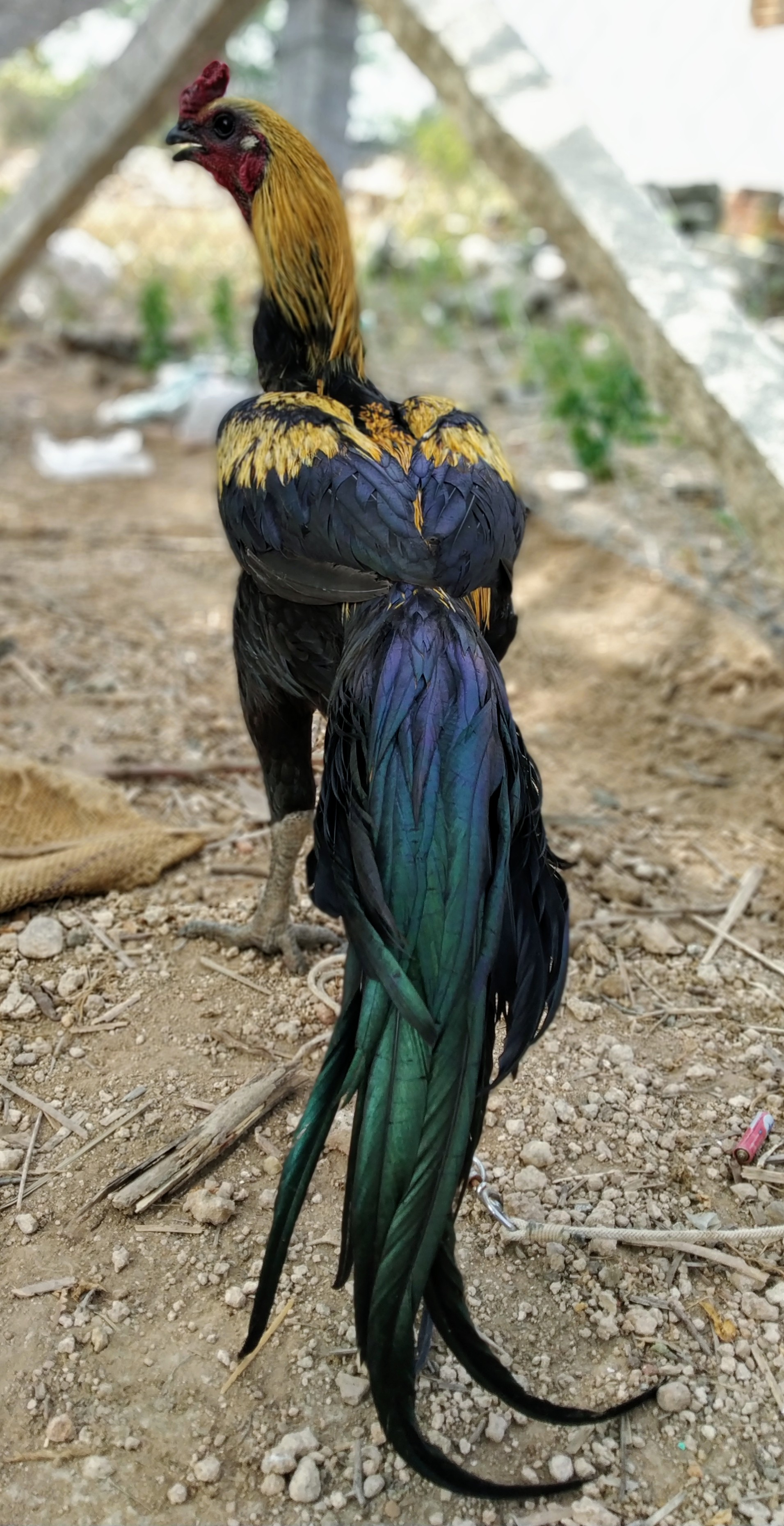

Originaire de l'Inde, sélection européenne depuis 1860 de l'ancienne race Rajah. Elle est reconnue parmi les 108 races de poule du British Poultry Standard.

## Description
C'est une volaille au type combattant caractéristique de l'Asie du Sud, avec une crête en forme de noix, un regard agressif, des Tarses puissants et un plastron développé. Le plumage est serré.

### Standard officiel
- Masse idéale : coq : 2,5 à 3 kg ; poule : 1,75 à 2,25 kg
- Crête : en noix
- Oreillons : rouges
- Couleur des yeux : iris perle
- Couleur des Tarses : jaune
- Variétés de plumage : tricolore à camail doré, sauvage, brun faisan, noir caillouté blanc, blanche, bleu argenté, à selle rouge, etc.

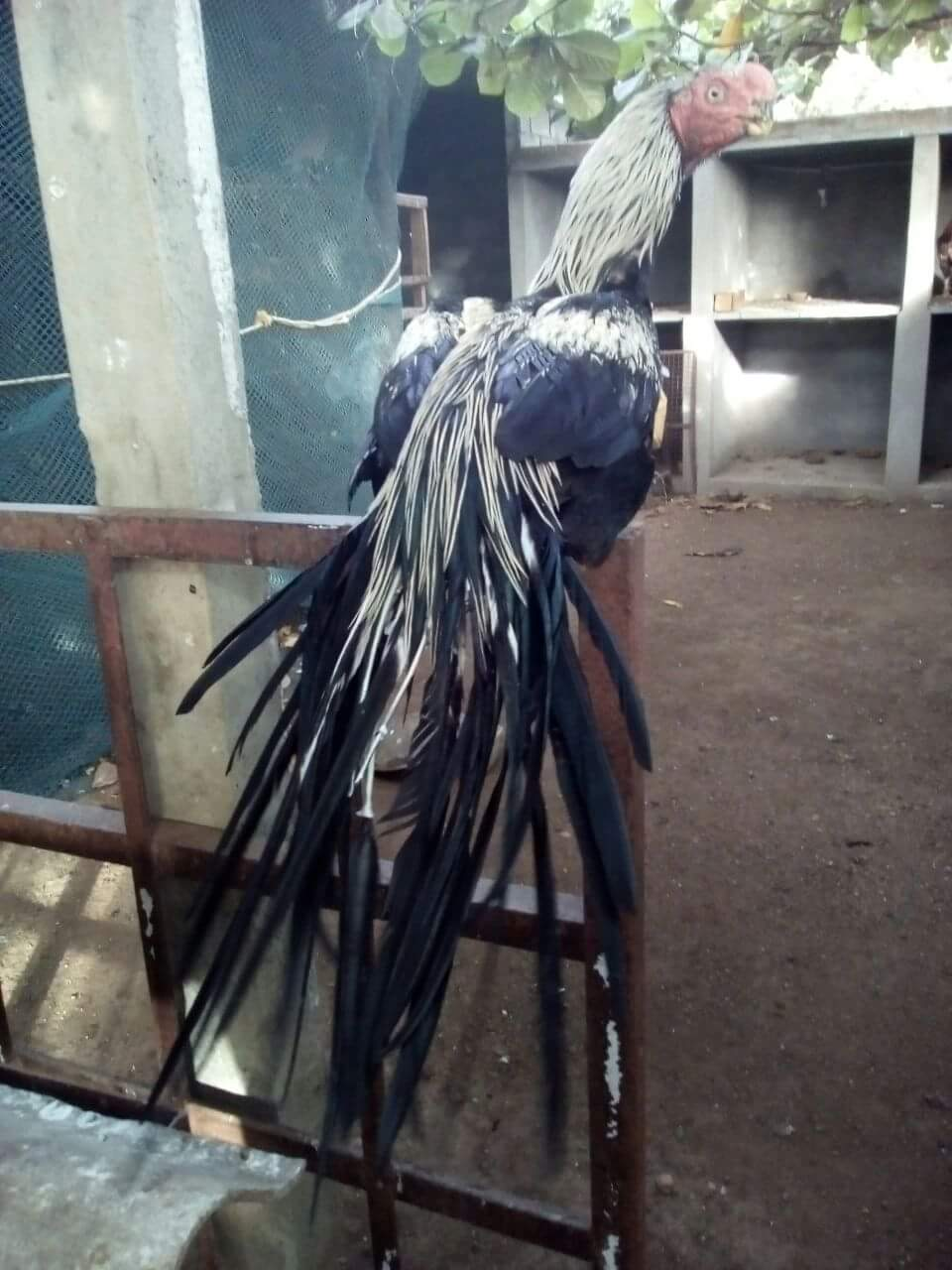

#### Grande race
- Masse idéale : coq : 2,5 à 3 kg ; poule : 1,75 à 2,25 kg
- Œufs à couver : 40 g, coquille crème à brun clair
- Diamètre des bagues : coq : 20 mm ; poule : 18 mm

#### Race naine
- Masse idéale : coq : 1 kg ; poule : 800 g
- Œufs à couver : 30 g, coquille crème à brun clair
- Diamètre des bagues : coq : 14 mm ; poule : 12 mm

### Sources
- Le Standard officiel des volailles (Poules, oies, dindons, canards et pintades), édité par la Société centrale d'aviculture de France.